# Loteae
Loteae ist eine Tribus in der Unterfamilie der Schmetterlingsblütler (Faboideae) innerhalb der Pflanzenfamilie der Hülsenfrüchtler (Fabaceae). Die Arten gedeihen meist in gemäßigten Gebieten.

## Beschreibung

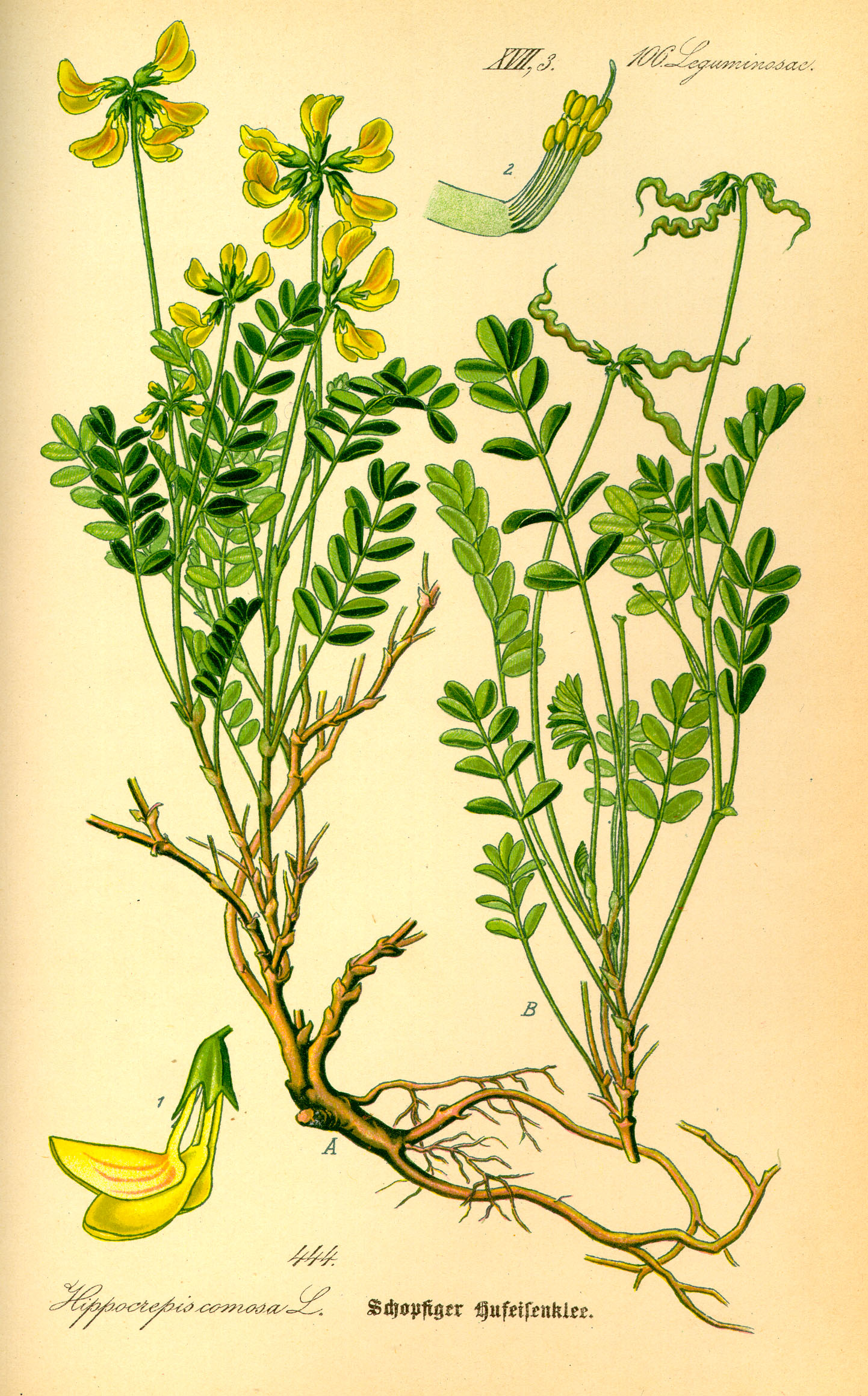
Illustration des Gewöhnlichen Hufeisenklees (Hippocrepis comosa), links blühend, rechts fruchtend

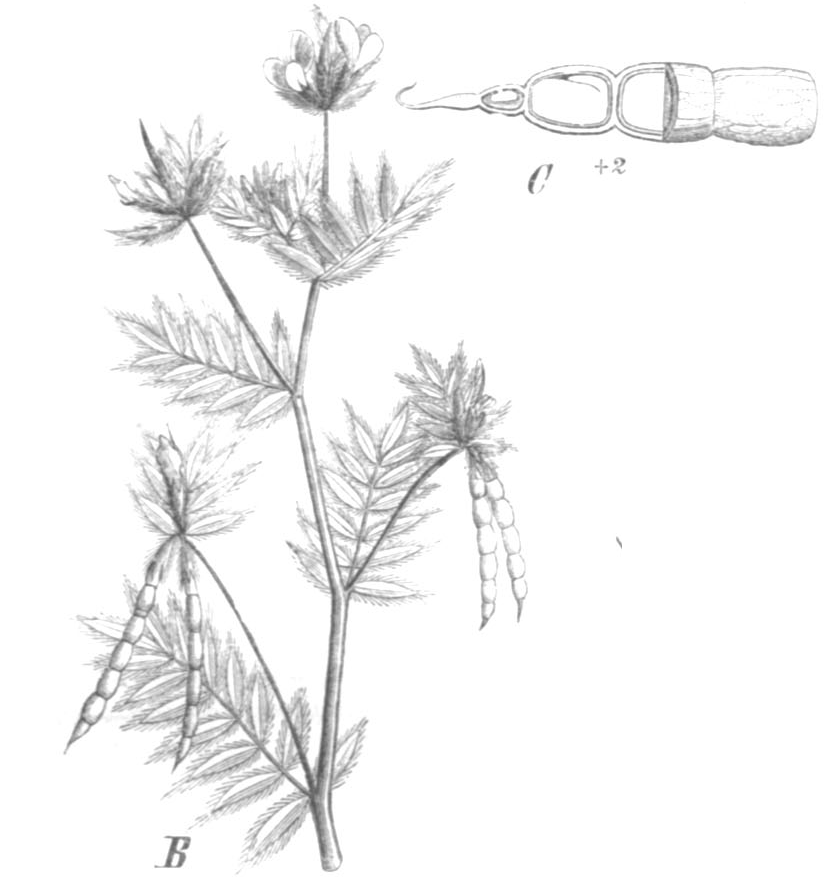
Serradella (Ornithopus sativus)

### Erscheinungsbild und Blätter
Es sind einjährige bis ausdauernde krautige Pflanzen, die oft etwas verholzen, oder es sind Halbsträucher bis Sträucher.
Die wechselständig und meist zweizeilig angeordneten Laubblätter sind gestielt. Die unpaarig oder fingerförmig gefiederten Blattspreiten besitzen meist drei oder fünf bis viele, selten nur ein oder zwei Fiederblättchen. Die Fiederblättchen sind immer ganzrandig. Selten sind die Blattspreiten einfach und können dann gelappt sein. Die Nebenblätter sind frei oder mit der Basis der Blattstiele verwachsen und besitzen oft Drüsen sind zu Drüsen reduziert.

### Blütenstände und Blüten
Die Blüten stehen meist seitenständig über mehr oder weniger langen Blütenstandsschäften in doldigen oder kopfigen Teilblütenständen, die selten zu einzeln stehenden Blüten reduziert sind. Es können krautige Hochblätter vorhanden sein. Die Tragblätter sind meist klein und unscheinbar und sind typischerweise (wenn das bei den Nebenblättern so ist) zu Drüsen umgewandelt oder können fehlen. Deckblätter fehlen meist.
Die zwittrigen Blüten sind zygomorph und fünfzählig mit doppelter Blütenhülle. Die fünf Kelchblätter sind glocken- oder röhrenförmig verwachsen. Die fünf Kronblätter stehen in der für Schmetterlingsblütler typischen Form zusammen. Die Fahne verschmälert sich nach unten hin oder ist genagelt und kann verdickte nach innen gefaltete Ränder besitzen. Von den zehn Staubblättern sind neun röhrig verwachsen, eines ist frei oder wird während der Entwicklung mit den anderen zu einer geschlossenen Röhre verbunden. Die Staubfäden verbreitern sich nach oben hin. Die Staubbeutel sind alle gleich. Das einzelne Fruchtblatt ist oberständig. Der Griffel ist glatt oder papillös, meist auf ganzer Länge kahl, aber manchmal um das Narbengewebe herum behaart.

### Früchte und Samen
Die Hülsenfrüchte öffnen sich bei Reife zweiklappig oder bleiben geschlossen oder zerbrechen in geschlossen bleibenden oder sich öffnende Teile. Die Samen besitzen eine glatte Oberfläche.

Hülsenfrüchte
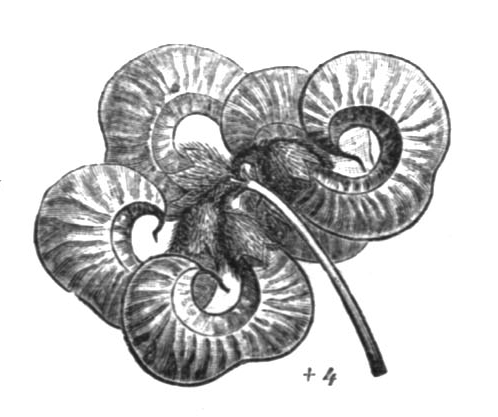
Dorycnopsis abyssinica
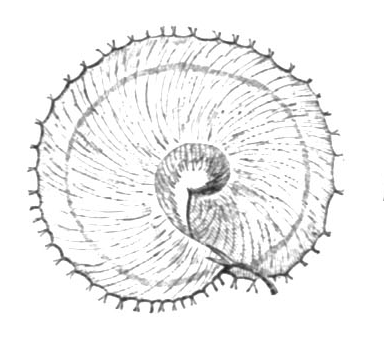
Pfennigklee (Hymenocarpos circinnata)
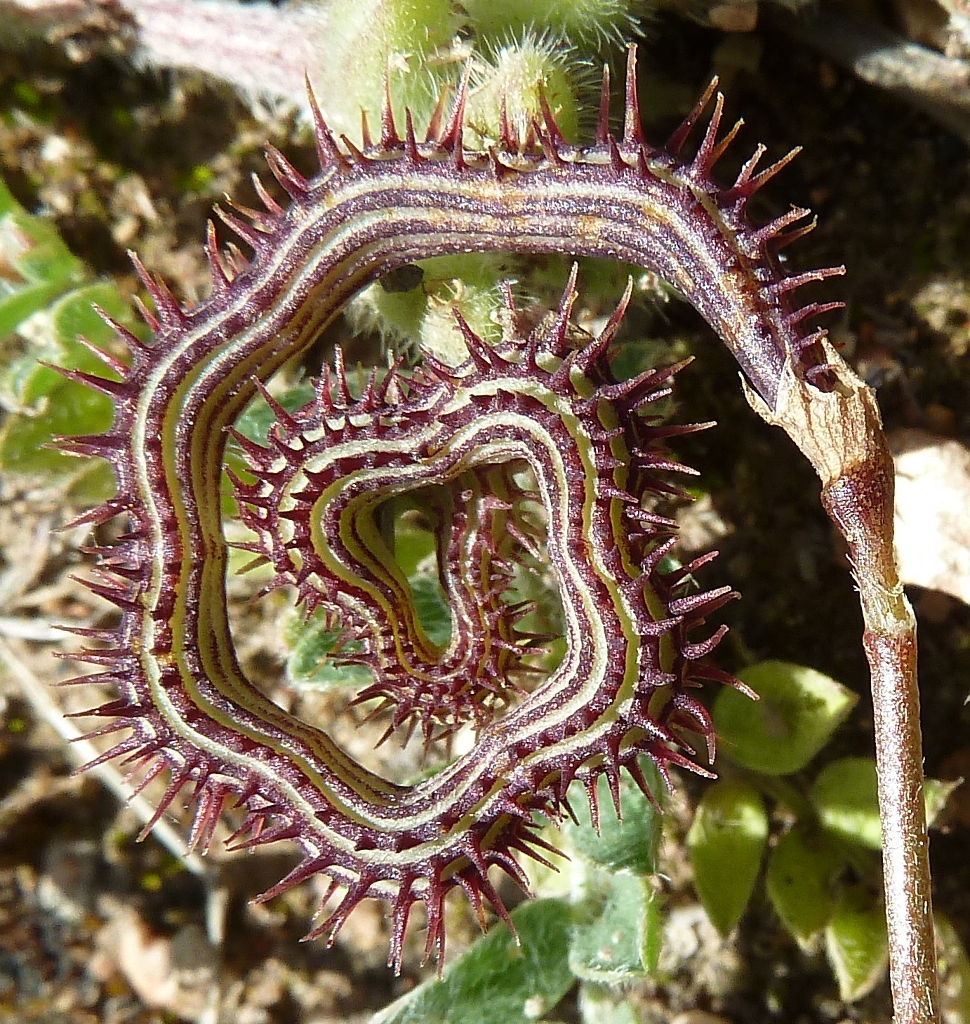
Stacheliger Skorpionsschwanz (Scorpiurus muricatus)
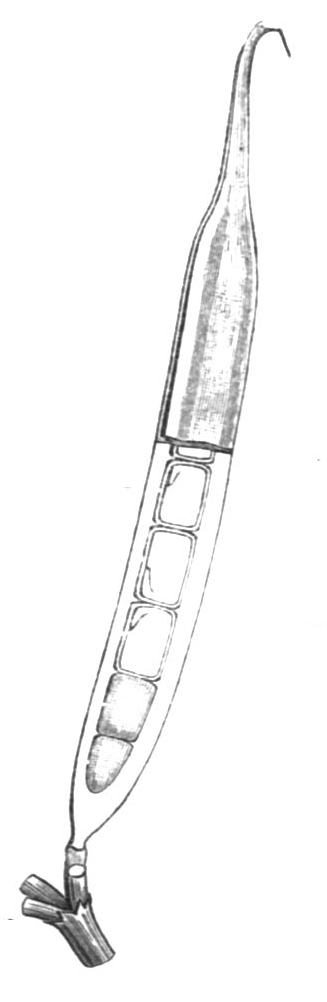
Echte Beilwicke (Securigera securidaca)

## Systematik

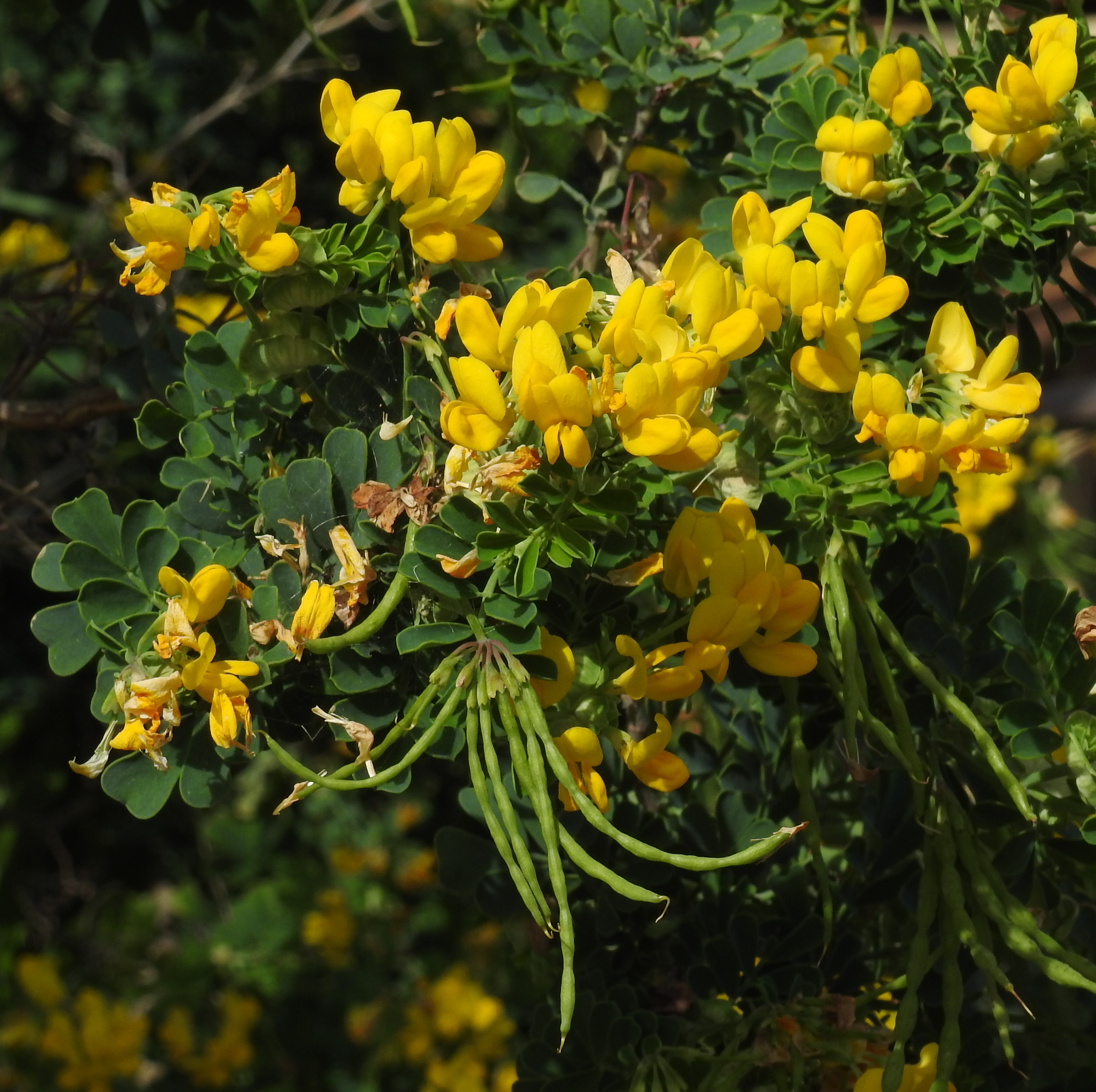
Coronilla valentina

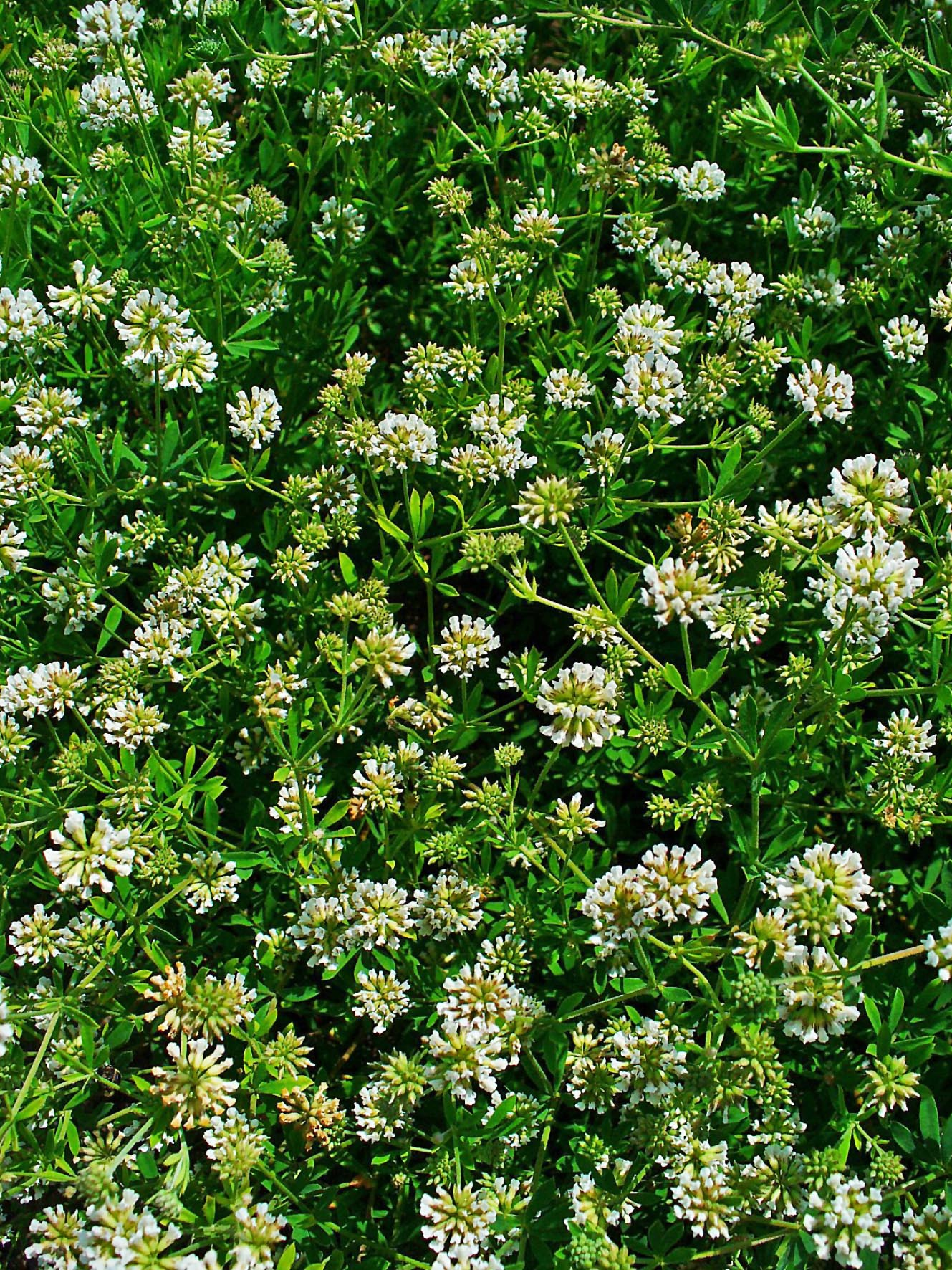
Krautiger Backenklee (Dorycnium pentaphyllum subsp. herbaceum)

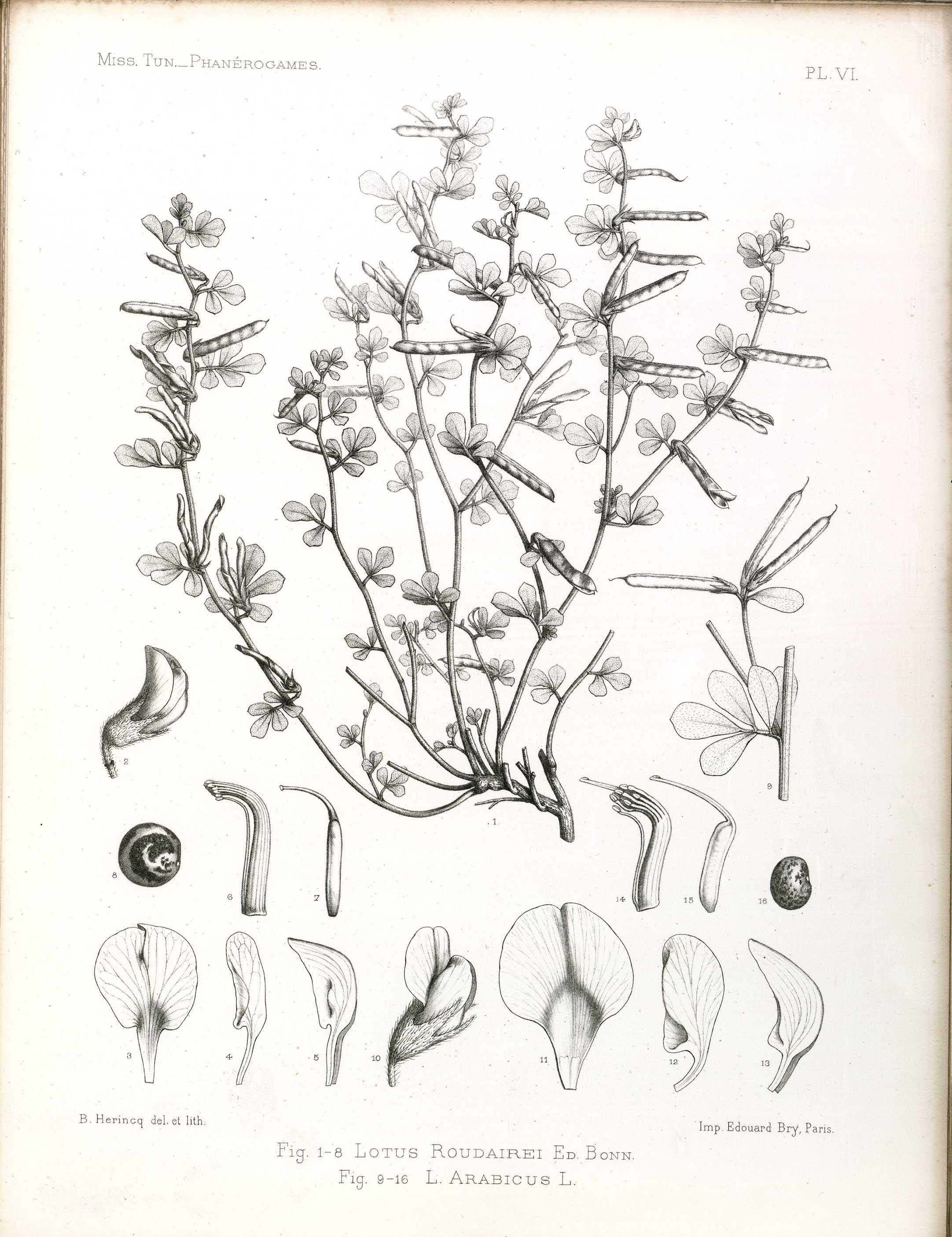
Illustration von Kebirita roudairei

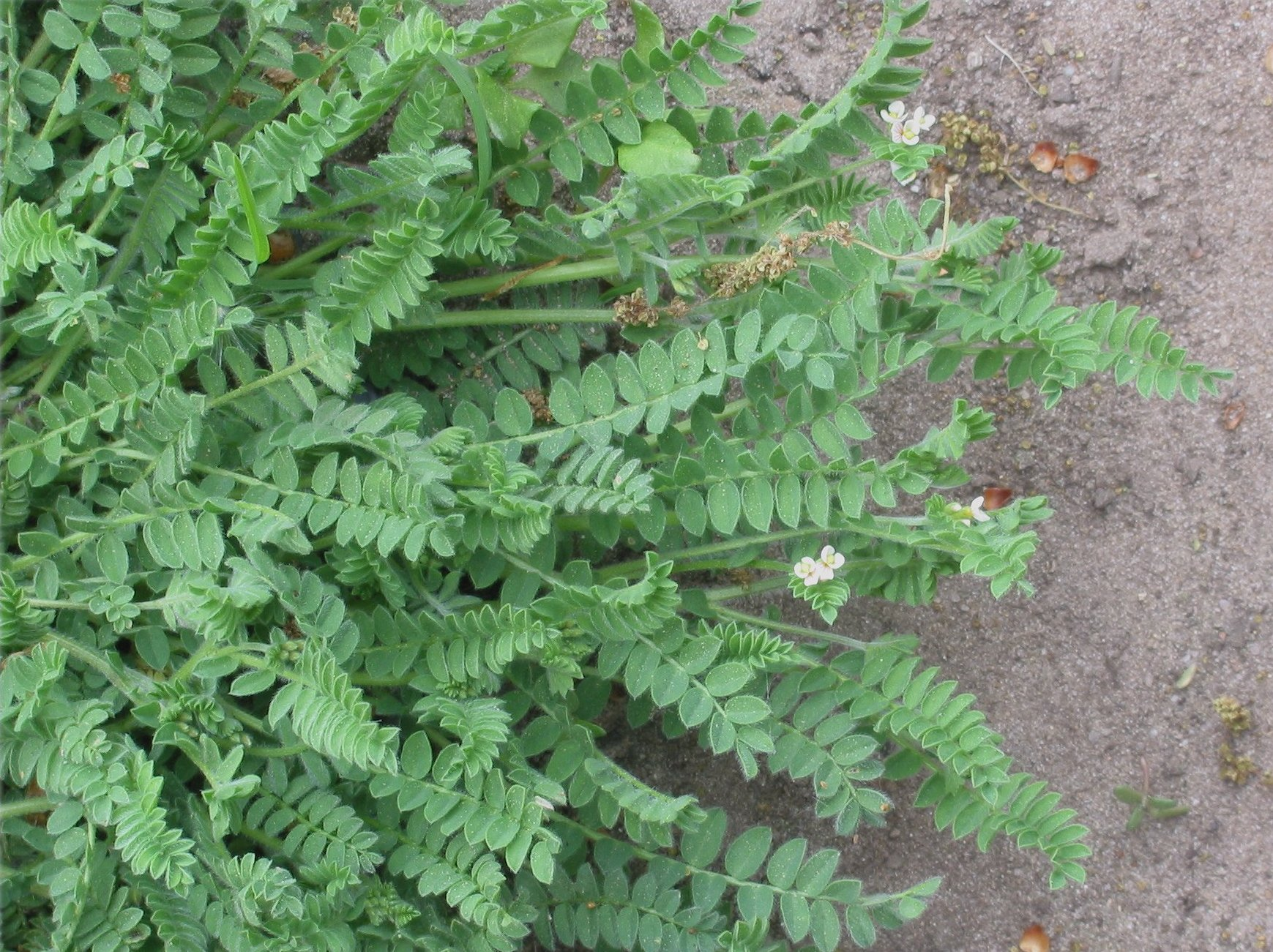
Mäusewicke (Ornithopus perpusillus)

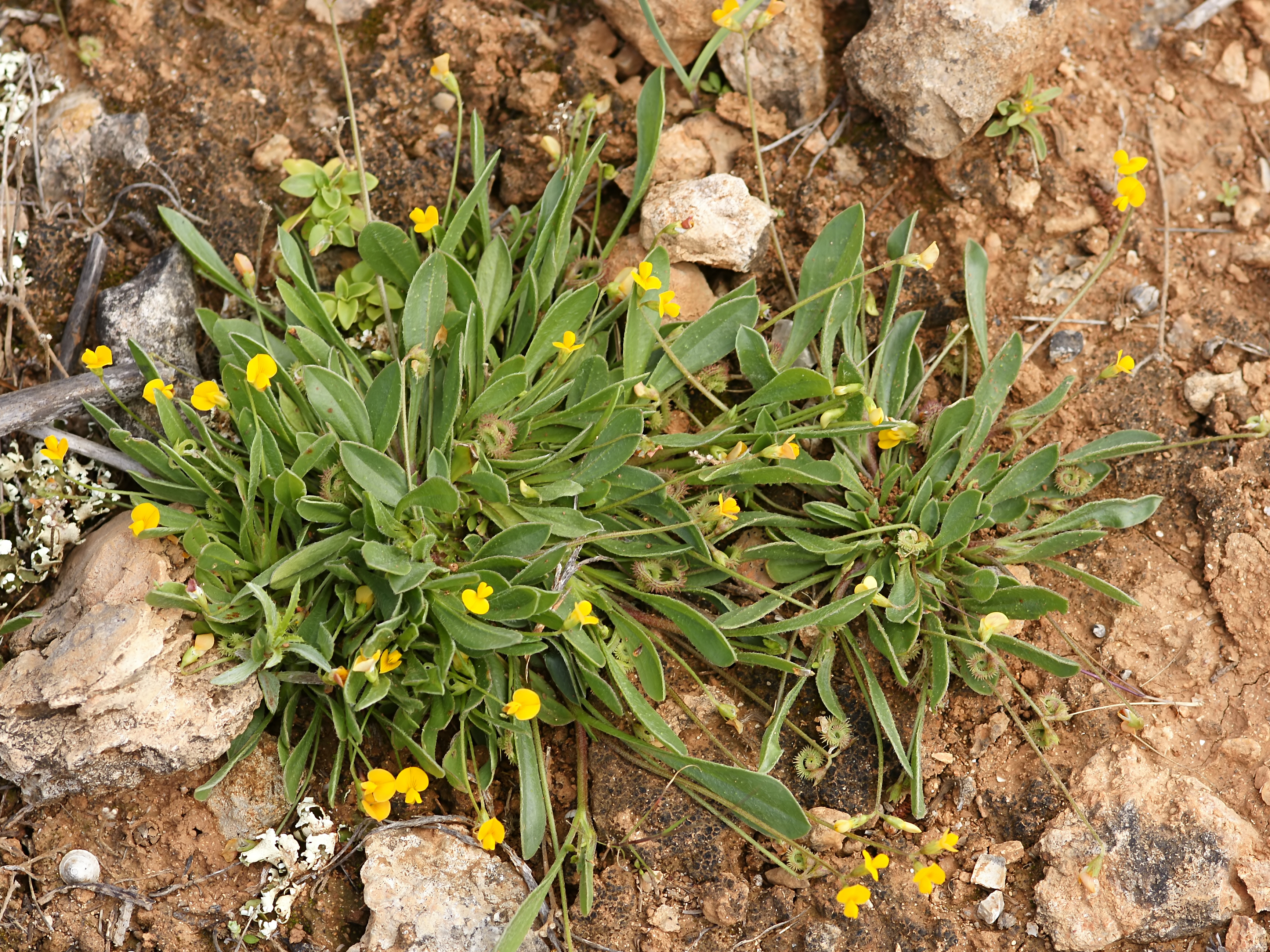
Stacheliger Skorpionsschwanz (Scorpiurus muricatus)

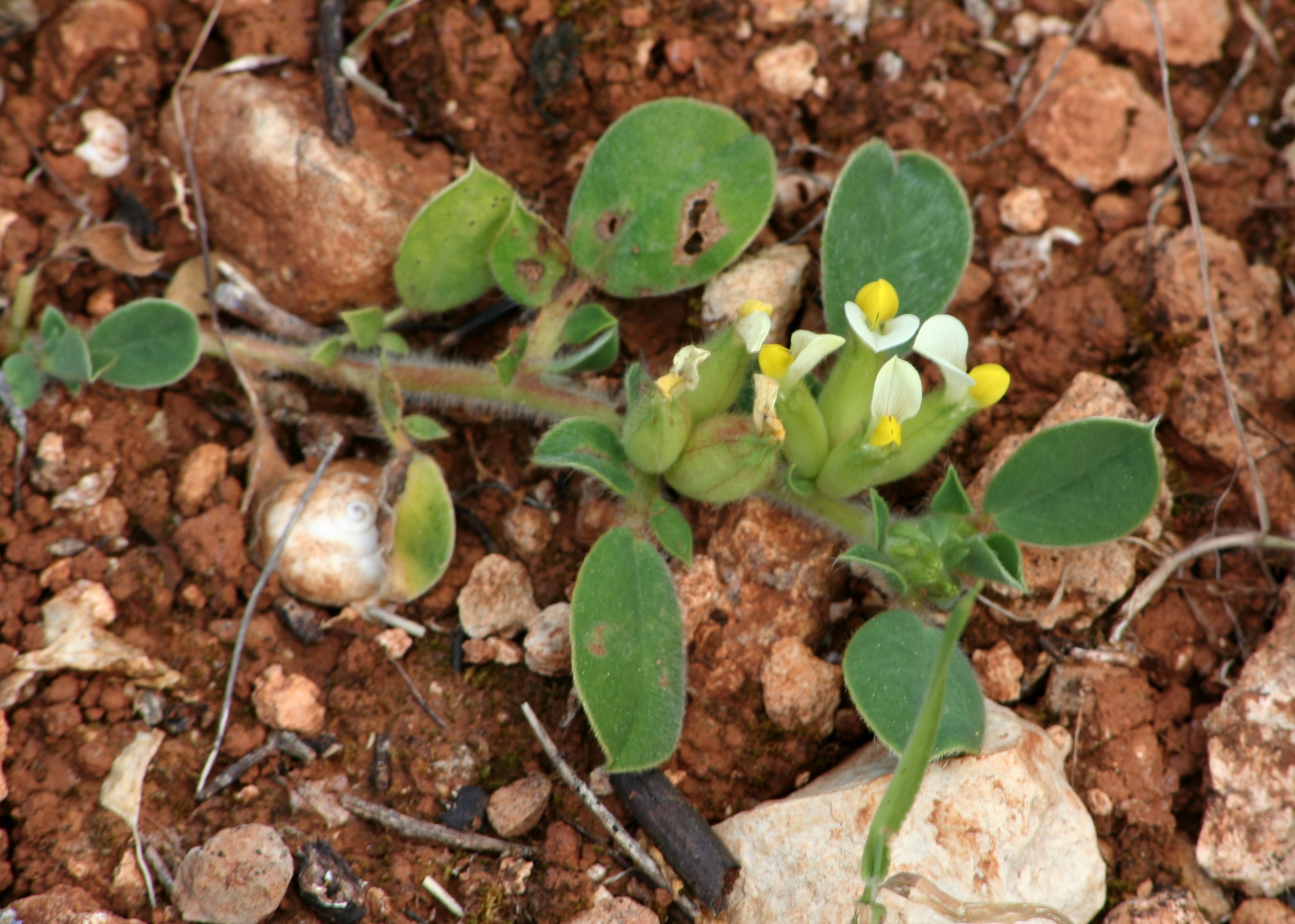
Blasen-Wundklee (Tripodion tetraphyllum)

Die Tribus Loteae wurde 1825 durch Augustin Pyrame de Candolle in Prodromus Systematis Naturalis Regni Vegetabilis, 2, S. 214 aufgestellt. Ein Synonym für Loteae DC. ist Coronilleae Adans. Die frühere Tribus Coronilleae wurde in die Tribus Loteae s. l. eingegliedert.
Per Lassen hat 1989 den Untertribus Coronillinae bearbeitet und dabei die Gattungen Coronilla, Hippocrepis und Securigera neu geordnet und gegeneinander abgegrenzt. Dabei wurde zum Beispiel die Strauchkronwicke Coronilla emerus L. in die Gattung Hippocrepis als Hippocrepis emerus (L.) Lassen gestellt.
Es gibt 16 bis 18 Gattungen mit etwa 270 Arten in der Tribus Loteae:
Seit 2019 gehören drei Gattungen, deren Arten bisher in die Gattung Anthyllis gestellt wurden in die Subtribus Anthyllidinae W.D.J.Koch:
- Wundklee (Anthyllis L., Syn.: Acanthyllis Pomel, Aspalathoides (DC.) K.Koch, Cornicina Boiss.): Die 24 bis 30 Arten sind in Europa, Nordafrika und im Nahen Osten verbreitet.
- Hymenocarpos Savi (Syn.: Circinnus Medik.):[6] Sie enthält ein bis vier Art, beispielsweise:
  - Pfennigklee (Hymenocarpos circinnatus (L.) Savi): Er ist im Mittelmeerraum verbreitet.
- Tripodion Medik. (Syn.: Physanthyllis Boiss.): Sie enthält nur eine Art:
  - Blasen-Wundklee (Tripodion tetraphyllum (L.) Fourr.): Sie ist im Mittelmeerraum verbreitet.[6]

Weitere Gattungen:
- Antopetitia A.Rich.: Sie enthält nur eine Art:
  - Antopetitia abyssinica A.Rich.: Sie kommt in Afrika vor.
- Kronwicken (Coronilla L.) (Syn.: Artrolobium Desv., Bonaveria Scop.): Die etwa neun Arten sind in Europa, Westasien und im nordöstlichen Afrika verbreitet.
- Cytisopsis Jaub. & Spach (Syn.: Lyauteya Maire): Sie enthält etwa zwei Arten:
  - Cytisopsis ahmedii (Batt. & Pit.) Lassen: Sie kommt in Marokko vor.
  - Cytisopsis pseudocytisus (Boiss.) Fertig: Sie kommt in Israel, Syrien und dem asiatischen Teil der Türkei vor.
- Dorycnopsis Boiss.: Sie enthält etwa zwei Arten:
  - Dorycnopsis abyssinica (A.Rich.) V.N.Tikhom. & D.D.Sokoloff: Sie kommt in Äthiopien, im nördlichen Somalia und Sudan vor.
  - Dorycnopsis gerardi (L.) Boiss. (Syn.: Anthyllis gerardi L.): Sie kommt in Marokko, auf der Iberischen Halbinsel, in Frankreich, auf Korsika, Sardinien und in Italien vor.
- Hammatolobium Fenzl: Sie umfasst nur zwei Arten:
  - Hammatolobium kremerianum (Coss.) C.Mueller: Sie kommt in Marokko und Algerien vor.
  - Hammatolobium lotoides Fenzl: Sie kommt in Griechenland, in Nordafrika und im asiatischen Teil der Türkei vor.
- Hippocrepis L. (Syn.: Emerus Mill.): Die etwa 32 Arten sind in Europa, im Mittelmeerraum, auf den Kanarischen Inseln, auf den Kapverdischen Inseln, im Arabischen Raum und in Pakistan weitverbreitet.
- Kebirita Sokoloff: Sie enthält nur eine Art:
  - Kebirita roudairei (Bonnet) Kramina & D.D.Sokoloff: Sie gedeiht in der Sahara.
- Hornklee (Lotus L., Syn.: Acmispon Raf., Andaca Raf., Anisolotus Bernh. ex Schltdl., Benedictella Maire, Bonjeanea Rchb., Dorycnium Mill., Flundula Raf., Heinekenia Webb ex H.Christ, Hosackia Benth. ex Lindl., Kerstania Rech. f., Krokeria Moench, Lotea Medik., Lotulus Raf., Miediega Bubani, Mullaghera Bubani, Ortholotus Fourr., Ottleya Sokoloff, Pedrosia Lowe, Pseudolotus Rech. f., Scandalida Adans., Syrmatium Vogel, Tetragonolobus Scop.): Es gibt 120 bis 130 Arten in der Alten Welt.[7]
- Ornithopus L.: Die etwa sechs Arten kommen in Eurasien und Nordafrika vor.
- Podolotus Royle: Sie enthält nur eine Art:
  - Podolotus hosackioides Benth.: Sie kommt in Indien, Pakistan, Afghanistan und im Iran vor.
- Skorpionsschwanz (Scorpiurus L.): Die etwa drei Arten sind in Eurasien, Nordafrika und Australien verbreitet.
- Beilwicken (Securigera DC.): Die 12 bis 13 Arten sind in Eurasien und Nordafrika verbreitet.

## Weiterführende Literatur
- Dmitry D. Sokoloff, Galina V. Degtjareva, Peter K. Endress, Margarita V. Remizowa, Tahir H. Samigullin, Carmen M. Valiejo‐Roman: Inflorescence and Early Flower Development in Loteae (Leguminosae) in a Phylogenetic and Taxonomic Context. In: International Journal of Plant Sciences, Volume 168, Number 6, 2007, S. 801–833. doi:10.1086/518272
- G. P. Lewis, B. Schrire, B. MacKinder, M. Lock (Hrsg.): Legumes of the World. XIV, Royal Botanic Gardens, Kew, ISBN 1-900347-80-6. Loteae online.
- G. J. Allan, Elizabeth Anne Zimmer, Warren L. Wagner, D. D. Sokoloff: Molecular Phylogenetic Analysis of Tribe Loteae (Fabaceae); Implications for Classification and Biogeography. In: B. Klitgaard, A. Bruneau: Advances in legume systematics, part 10, higher level systematic, 2003, S. 371–393. (PDF; 634 kB)